# Jorge Concha Cayuqueo
Jorge Enrique Concha Cayuqueo (Carahue, 8 de junio de 1958) es un eclesiástico católico chileno, del pueblo indígena mapuche, miembro de la Orden de Frailes Menores. Es el obispo de Temuco, desde marzo de 2023. Fue obispo de Osorno, entre 2020 a 2023, de la que fue administrador apostólico, entre 2018 y 2020. También fue obispo auxiliar de Santiago de Chile, de 2015 a 2020.

## Biografía
Jorge Enrique nació el 8 de junio de 1958, en la comuna chilena de Carahue. Pertenece al pueblo indígena mapuche. Hijo de Rosario Inés Cayuqueo Manqueo.
Realizó su formación primaria en el Liceo Superior de Hombres de Nueva Imperial, y la secundaria en el Colegio de La Salle en Temuco, concluyendo sus estudios en 1978.
Tras realizar sus estudios eclesiásticos (1982-1986), obtuvo el bachillerato en Ciencias Religiosas, por la Pontificia Universidad Católica de Chile.
En junio de 1996, obtuvo un doctorado en Ciencias Sociales, por la Pontificia Universidad Gregoriana.

### Vida religiosa
En 1978 ingresó al Postulantado de la Orden de Frailes Menores en la ciudad de San Francisco de Mostazal, avanzando posteriormente al Noviciado en su proceso de formación. 
Realizó su primera profesión de votos religiosos el 16 de enero de 1980 y la profesión solemne el 23 de diciembre de 1983, en la Provincia Franciscana de la Santísima Trinidad de Chile.
Fue ordenado diácono el 22 de mayo de 1986, a manos del obispo Sergio Valech. Su ordenación sacerdotal fue el 20 de diciembre del mismo año, en la Parroquia San José de Santiago, a manos del obispo Jorge Hourton.
Como sacerdote desempeñó los siguientes ministerios:
- Definidor (Consejero) provincial de la Provincia Franciscana (1996-¿?).
- Vicario provincial de la Provincia Franciscana (1999-¿?).
- Guardián de la Casa de Formación San Buenaventura (1997-2002).[7]
- Maestro de los Frailes de profesión temporal y secretario provincial de Formación y Estudios (1997-2005).[8]
- Vicario parroquial de la Parroquia Patronato de San Antonio de Padua, en Santiago (2000-¿?).
- Guardián de la Casa de Formación San Felipe de Jesús en Santiago y Comisionado de Tierra Santa en Chile (2005-¿?).
- Vicario parroquial de San Francisco, en La Cisterna (2009-¿?).
- Ministro Provincial de la Provincia Franciscana de la Santísima Trinidad de Chile (2011-2015).
- Presidente de la Conferencia de Ministros Provinciales del Cono Sur (Argentina, Paraguay y Chile; 2012-2015).[9]
- Primer Vicepresidente de la Conferencia de Superiores y Superioras Mayores de Religiosos y Religiosas de Chile (2014-2015).

## Episcopado

### Obispo auxiliar de Santiago de Chile
El 14 de julio de 2015, el papa Francisco lo nombró obispo titular de Carpi y obispo auxiliar de Santiago de Chile. Fue consagrado el 29 de agosto del mismo año, en la Catedral de Santiago, a manos del cardenal-arzobispo Ricardo Ezzati SDB.

### Obispo de Osorno
El 11 de junio de 2018, el papa Francisco lo nombró administrador apostólico sede vacante et ad nutum Sanctae Sedis de Osorno. El 5 de febrero de 2020, fue nombrado obispo de Osorno. Tomó posesión canónica el 8 de marzo del mismo año, durante una ceremonia en la Catedral de Osorno.

### Obispo de Temuco
El 4 de marzo de 2023, el papa Francisco lo nombró obispo de Temuco. Tomó posesión canónica el 29 de abril del mismo año, durante una ceremonia en la Catedral de Temuco.